# Tetracyano-etheen
Tetracyanoetheen (TCNE), meer systematisch: dicyanobuteendinitril, is een organische verbinding met de formule {\displaystyle {\ce {C6N4}}}, of met meer nadruk op de structuur: {\displaystyle {\ce {(N#C)2C=C(C#N)2}}}. Het is een kleurloze, vaste stof, hoewel monsters van de stof meestal vuil wit zijn.

## Synthese
TCNE wordt gesynthetiseerd via bromering van propaandinitril in aanweziheid van KBr. Hierbij ontstaat een kaliumbromidecomplex dat vervolgens onder invloed van koper gedehalogeneerd wordt.
{\displaystyle \mathrm {4\ H_{2}C(CN)_{2}\ {\xrightarrow[{H_{2}O,\ \Delta }]{8\ Br_{2},\ KBr}}\ KBr+[Br_{2}C(CN)_{2}]_{4}} }
{\displaystyle \mathrm {KBr+[Br_{2}C(CN)_{2}]_{4}\ {\xrightarrow[{-KBr,\ CuBr_{2}}]{Cu,\ \Delta }}\ (CN)_{2}C=C(CN)_{2}} }

## Reacties

### Oxidatie
Oxidatie van TCNE met waterstofperoxide geeft het overeenkomstige epoxide.
{\displaystyle \mathrm {(CN)_{2}C=C(CN)_{2}\ {\xrightarrow[{-4\ bis\ 10\ ^{\circ }C}]{H_{2}O_{2},\ CH_{3}CN}}\ (CN)_{2}C{\frac {\diagup O\diagdown }{}}C(CN)_{2}} }

### Base
In aanwezigheid van een base reageert TCNE met propaandinitril. Hierbij ontstaan zouten met het pentacyanopropenide-anion:
{\displaystyle {\ce {C2(CN)4\ +\ CH2(CN)2\ \longrightarrow \ [(NC)2C{\underline {...}}C(CN){\underline {...}}C(CN)2]^{-}\ +\ CN^{-}\ +\ 2H^{+}}}}
De ontstane waterstof-ionen worden door de base opgenomen.

### Redoxreacties
TCNE is een electronenacceptor. Cyanogroepen hebben lage π* orbitalen, en de aanwezigheid van vier van die groepen, geconjugeerd met de centrale dubbele binding, leidt tot een elektrofiel alkeen. TCNE heeft een redoxpotentiaal van - 0,27 Volt (t.o.v. ferroceen).
{\displaystyle {\ce {C2(CN)4\ +\ e^{-}\ \longrightarrow \ [C2(CN)4]^{-}}}}
Het gemak waarmee TCNE elektronen accepteert heeft geleid tot een groot aantal charge transfer complexen en moleculeire stoffen met magnetische eigenschappen. 
De lengte van de centrale koolstof-koolstof-binding in TCNE is 135 pm Bij reductie (het opnemen van een elektron) wordt de binding langer, 141–145 pm, afhankelijk van het tegenion.

## Veiligfheid
In vochtige lucht hydrolyseert TCNE waarbij waterstofcyanide. De stof dient in overeenstemming daarmee behandeld te worden.